# Uphon-Studio
Das uphon-Studio war ein Musik-Aufnahmestudio in Wilzhofen nahe der oberbayerischen Stadt Weilheim. Es wurde im Jahr 1994 von Mario Thaler gegründet. Eine der ersten Aufnahmen waren die zum Album 12 der Band The Notwist. Anschließend wurde das Studio vergrößert, 1998 wurde es schließlich komplett erneuert, gleichzeitig wurde auch Platz für ein eigenes Büro geschaffen. Außer einigen lokalen Bands nehmen dort Musikgruppen aus dem gesamten Bundesgebiet auf, oft sind diese auch auf den Plattenlabels Hausmusik, Payola oder Kollaps vertreten.
Im Jahr 2008 wurde das Studio geschlossen.
Unter anderem haben folgende Bands im uphon-Studio aufgenommen (Auswahl):
- Console
- Fertig, Los!
- F.S.K.
- Lali Puna
- Monostars
- The Notwist
- Pelzig
- Polarkreis 18
- Slut
- Surrogat
- Tied & Tickled Trio
- Toxic
- Tex
- Trip Fontaine
- Mauracher
- Yucca